# 김철종
김철종(1947년 8월 22일 ~ )는 대한민국재향소방동우회 회장을 역임한 대한민국의 소방공무원이다.

## 생애
1947년 8월 22일 청양군에서 출생하였으며 대한민국 육군에서 병장으로 제대한 후 1971년 소방에 입직하였다. 충청남도 소방안전본부장, 부산광역시 소방본부장, 소방산업공제조합 이사장, 대한민국재향소방동우회 회장 등을 역임하였다.

## 경력
- 1971년 행정자치부 소방사 임용
- ’78. 10. 28 ～ ’80.  6. 10 소방위 소방학교 교무과
- ’80.  6. 11 ～ ’84.  5. 31 소방경 내무부민방위본부소방국소방과
- ’84.  6.  1 ～ ’90.  3.  6 소방령 경기과천소방서장
- ’90.  3.  7 ～ ’92.  4. 29 소방정 대전소방본부 방호과장
- ’92.  4. 30 ～ ’96. 12. 22 소방정 인천본부 소방행정과장, 내무부 안전담당
- ’96. 12. 23 ～ ’01.  2. 12 소방감 서울소방본부 예방과장, 충남 소방안전본부장
- ’01.  2. 13 ～ ’01. 12. 18 소방감 행정자치부 예방과장
- ’01. 12. 19 ～ 소방정감 부산소방본부장
- 소방방재청 혁신기획단장
- 소방산업공제조합 이사장
- 대한민국재향소방동우회 회장

## 학력
- 청양중학교
- '65. 3 ～ '68. 2 청양농업고등학교졸
- '78. 3 ～ '80. 2 방송통신대 행정학과
- '00.3 ～ ? 호서대학교일반대학원 안전공학과 석사